# 蓐収
蓐収（じょくしゅう）は、中国神話の神。

## 概説
西の神であり、金と秋をつかさどる神とされている。
人の顔、虎の爪、白い毛を持ち、鉞を携える。左耳には蛇がおり、二頭の龍に乗るとされる。少昊氏を補佐し、少昊の子または少昊の叔父とも言われる。
刑罰の神でもあり、虢公の夢に現れ、天罰を暗示したが、虢公は自らを省みず、ついに虢国は滅んだという。